# Anke Möhring
Anke Mohring (Magdeburgo, República Democrática Alemana, 28 de agosto de 1969) es una nadadora alemana retirada especializada en pruebas de estilo libre, donde consiguió ser medallista de bronce olímpica en 1988 en los 400 metros.

## Carrera deportiva
En los Juegos Olímpicos de Seúl 1988 ganó la medalla de bronce en los 400 metros estilo libre, con un tiempo de 4:06.62 segundos, tras la estadounidense Janet Evans y la también alemana Heike Friedrich.
Además, en los campeonatos europeos en piscina larga —Estrasburgo 1987 y Bonn 1989— ha ganado cinco medallas de oro, en las pruebas de 400, 800 y 4x200 metros estilo libre.